# 宇治田原優駿ステーブル
有限会社宇治田原優駿ステーブル（うじたわらゆうしゅんステーブル）は、京都府綴喜郡宇治田原町大字奥山田小字山手谷１番地に所在する競走馬（サラブレッド）の育成牧場（外厩）である。

## 概要
2002年に「タガノ」冠の馬主八木良司によって設立される。八木が北海道新冠町に開設した生産牧場・新冠タガノファームの後期育成部門も兼ねている。
京都盆地から離れた京都府南東部に所在し、年間を通して穏やかな気候に恵まれている。栗東トレーニングセンターから近く、栗東所属馬の外厩として使用される。
郷之口豊前丈101番地の施設が新名神高速道路 宇治田原インターチェンジの用地にかかるため、同町内、奥山田の国道307号茶屋トンネル付近に移転した。
最大200頭の競走馬が収容可能な馬房は通気性が良くなるよう、天井が非常に高く造られている。調教技術スタッフは約50名。

## 施設
- 敷地面積：16ヘクタール[8]
- 坂路Aコース：全長870m、幅8m[8]
- 坂路Bコース：全長800m、幅6m[8]
- ダートトラックコース：600m[8]
- ウッドチップトラックコース：620m[8]

## 代表者
- 代表取締役：八木秀之[1]

## 主な育成馬
GI級競走優勝馬のみ掲載。括弧内は当該馬の優勝重賞競走、太字はGI級競走。
- レジネッタ（2008年桜花賞、2010年福島牝馬ステークス）[9]
- コパノリッキー（2013年兵庫チャンピオンシップ、2014年・2015年フェブラリーステークス、2014年・2016年・2017年かしわ記念、2014年・2015年JBCクラシック、2015年東海ステークス、2016年帝王賞、2016年・2017年マイルチャンピオンシップ南部杯、2017年東京大賞典）[10]
- キタサンブラック（2015年スプリングステークス、セントライト記念、菊花賞、2016年・2017年天皇賞（春）、2016年京都大賞典、ジャパンカップ、2017年大阪杯、天皇賞（秋）、有馬記念）[11]
- モズアスコット（2018年安田記念、2020年根岸ステークス、フェブラリーステークス）[12]